# 弓削孟文
弓削 孟文（ゆげ おさふみ、1947年9月 - ）は、日本の麻酔科医、麻酔学者。学位は医学博士（広島大学、論文）。悪性高熱症の研究で知られる。

## 年譜
- 1973年 広島大学医学部 助手（附属病院）
- 1976年 関東逓信病院ペインクリニック科医員
- 1977年 広島大学付属病院麻酔科助手
- 1980年 広島大学医学部講師（附属病院）
- 1981年 米国イェール大学医学部研究員（麻酔科）（- 1983年、研究休職）
- 1988年 広島大学医学部助教授（麻酔学教室・麻酔蘇生学教室）
- 1990年 広島大学医学部助教授（麻酔学教室）
- 1991年 広島大学医学部教授（麻酔蘇生学教室）
- 2002年 広島大学大学院医歯薬学総合研究科展開医科学専攻病態制御医科学講座 教授（麻酔蘇生学教室）
- 2004年 広島大学理事、副学長(医療担当)
- 2008年4月2日 広島市病院事業局長（病院事業管理者）
- 2012年 広島県厚生農業協同組合連合会　尾道総合病院　病院長

## エピソード
ふぐ中毒の患者を人工呼吸中に、うまいもん食べてと、憎まれ口を言ったら、後になってふぐの毒は筋弛緩作用によって運動麻痺がおこっているため、感覚性の麻痺はなく、患者には憎まれ口が全部聞こえていたとのこと。それでふぐ毒の筋弛緩作用を解明したらしい。（「手術室の中へ」より）

## 関連人物
- 盛生倫夫
- 河本昌志
- 菊地博達